# Campanula akhdarensis
Campanula akhdarensis är en klockväxtart som beskrevs av Anthony G. Miller och Whitc. Campanula akhdarensis ingår i släktet blåklockor, och familjen klockväxter.
Artens utbredningsområde är Oman. Inga underarter finns listade i Catalogue of Life.